# London (Kentucky)
London város az Amerikai Egyesült Államok Kentucky államában, Laurel megyében, melynek megyeszékhelye is. Lakosainak száma 7572 fő (2020. április 1.).

## Népesség
A település népességének változása:

| 2010 | 7 993 |
| 2020 | 7 572 |